# Batracomorphus serranus
Batracomorphus serranus är en insektsart som beskrevs av Knight 1983. Batracomorphus serranus ingår i släktet Batracomorphus och familjen dvärgstritar. Inga underarter finns listade i Catalogue of Life.